# 21544 Германкан
21544 Германкан (21544 Hermainkhan) — астероїд головного поясу, відкритий 17 серпня 1998 року.
Тіссеранів параметр щодо Юпітера — 3,417.